# Koptiewka (obwód uljanowski)
Koptiewka (ros. Коптевка) – wieś (sieło) w Rosji, w obwodzie uljanowskim, w rejonie nowospaskim. W 2010 liczyła 765 mieszkańców.